# Zulkiflee Anwar Haque

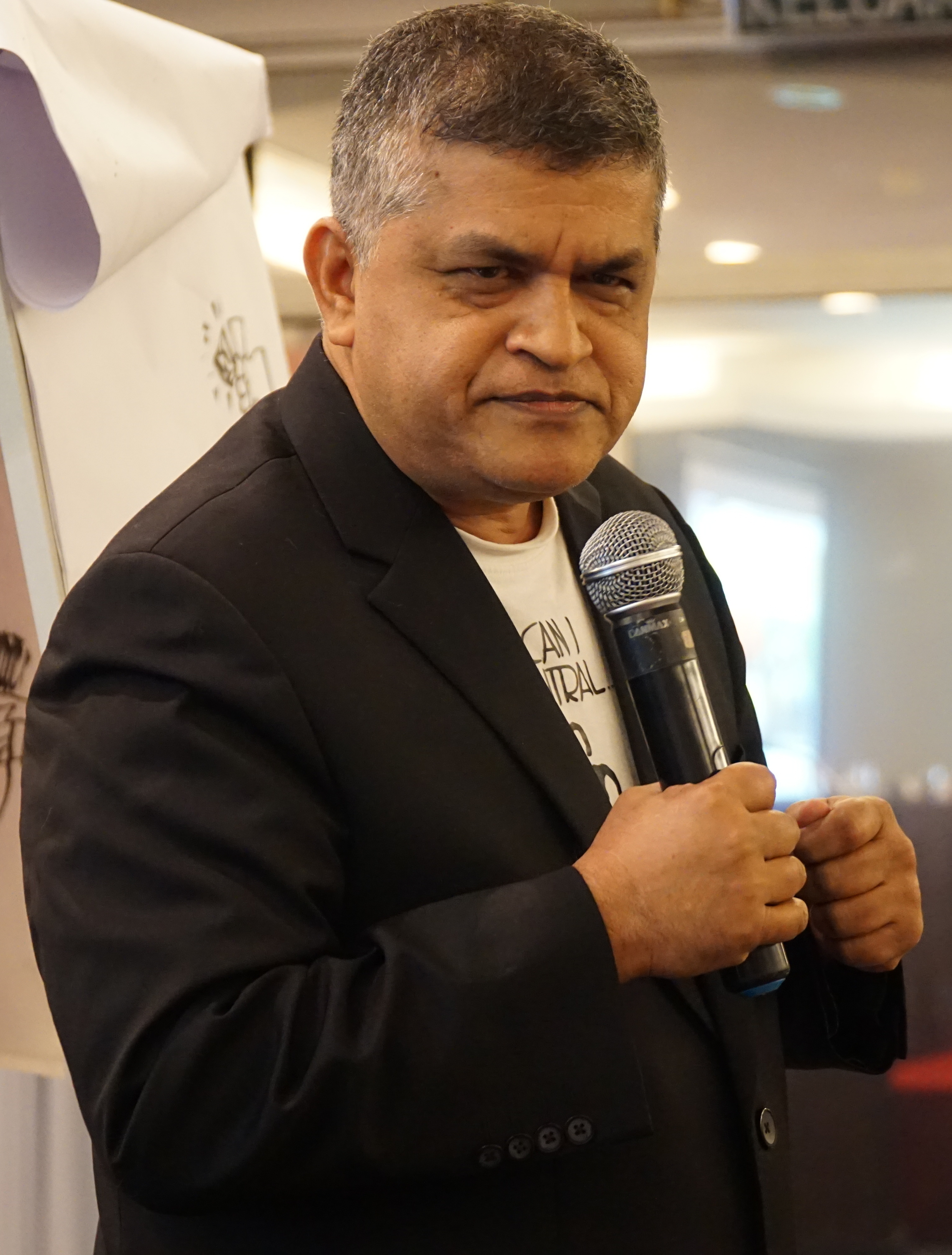
Zulkiflee Anwar Haque

Zulkiflee Anwar Haque (geboren 15. Mai 1962 in Gurun, Kedah, Malaysia) ist ein malaysischer Karikaturist, der unter dem Künstlernamen Zunar publiziert.

## Leben
Zunar machte sich ab 1973 als Karikaturist einen Namen, und seine Zeichnungen wurden in der Presse gedruckt. 1998 schloss er sich der vom entmachteten Politiker Anwar Ibrahim gegründeten Reformasi-Bewegung an und kritisiert seither die Regierung. Er steht der Democratic Action Party (DAP) nahe. Aktuell (2016) dürfen seine Karikaturen in malaysischen Zeitungen nicht gedruckt werden. Seine Bücher stehen auf dem Index und dürfen in Buchhandlungen nicht verkauft werden.

## Werke (Auswahl)
englischsprachige Veröffentlichungen
- Cartoons on Tun --and others : a collection. Kuala Lumpur : Kinibooks, 2006
- 1 funny Malaysia : a collection. Kuala Lumpur : Kinibooks, 2009
- Cartoon-o-phobia. Kuala Lumpur : Kinibooks, 2010
- --Even my pen has a stand!. Kuala Lumpur : Kinibooks, 2011
- Pirates of the carry-BN. Kuala Lumpur : Ranuza Enterprise, 2013